# Марк Теренций Варрон Лукулл
Марк Тере́нций Варро́н Луку́лл (лат. Marcus Terentius Varrō Lucullus; родился, предположительно, в 116 году до н. э. — умер вскоре после 56 года до н. э.) — древнеримский военачальник и политический деятель из плебейского рода Лициниев Лукуллов, консул 73 года до н. э., младший брат Луция Лициния Лукулла. В начале карьеры предположительно участвовал в Первой Митридатовой войне, был одним из сторонников Луция Корнелия Суллы. После консулата получил в управление провинцию Македония. За два года войны (72—71 годы до н. э.) разбил бессов, подчинил Риму всю Фракию, Мёзию и греческие города на западном побережье Чёрного моря, за что был удостоен триумфа.
После возвращения в Рим Варрон Лукулл активно участвовал в политической жизни Республики. Он поддерживал Марка Туллия Цицерона в его противостоянии Катилине и Публию Клодию, выступал в ряде громких судебных процессов. Марк Теренций всю жизнь сохранял хорошие отношения с братом и умер вскоре после него.

## Происхождение
Марк Теренций принадлежал по рождению к семейству Лукуллов — ветви плебейского рода Лициниев, представители которого были в составе самой первой коллегии народных трибунов и достигли консульства уже в 364 году до н. э., но в течение последующих полутора веков не упоминались в источниках.
Лицинии Лукуллы, как и представители ряда других ветвей этого рода, начали занимать курульные должности в последние годы III века до н. э. Первым был Луций Лициний Лукулл, курульный эдил в 202 году до н. э., но генеалогические связи надёжно прослеживаются, только начиная с консула 151 года до н. э. того же имени. Последний, по одной версии, был сыном эдила, по другой — его внуком и сыном Марка Лициния Лукулла, претора 186 года до н. э., по третьей — сыном или внуком Гая Лициния Лукулла, народного трибуна в 196 году до н. э. В любом случае начиная именно с консула 151 года Лукуллы входили в состав римской высшей аристократии. У Луция Лициния был сын того же имени, продвинувшийся в своей карьере только до претуры (в 104 году до н. э.) и в качестве пропретора боровшийся со Вторым сицилийским восстанием. Этот нобиль и стал отцом Марка Теренция Варрона Лукулла, консула 73 года до н. э.

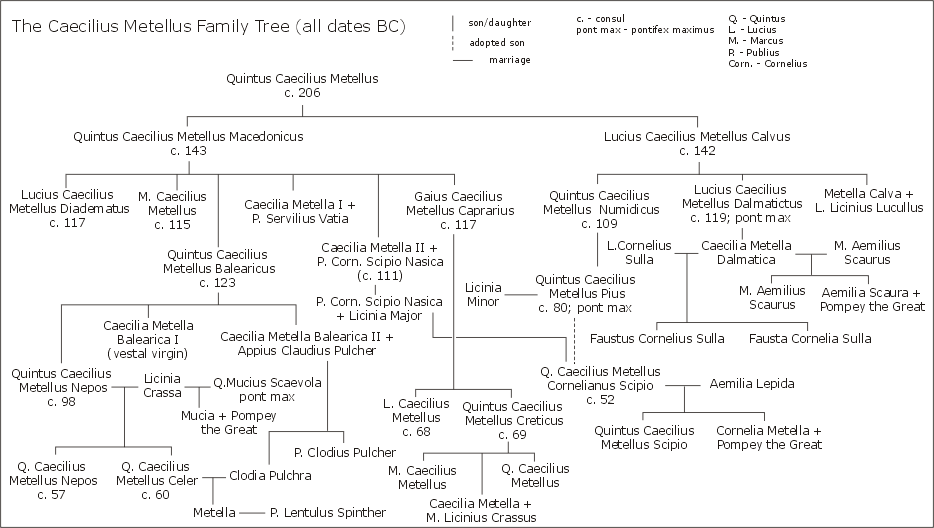
Цецилии Метеллы

Матерью Марка была Метелла Кальва, принадлежавшая к плебейскому семейству Цецилиев Метеллов — самому влиятельному семейству Рима в 110-е — 100-е годы до н. э. Его представители в это время чаще, чем кто-либо другой, занимали консульские должности. Дедом Марка по женской линии был Луций Цецилий Метелл Кальв, консул 142 года до н. э. и брат Квинта Цецилия Метелла Македонского; прадедом — Квинт Цецилий Метелл, консул 206 года. Соответственно Варрон Лукулл приходился племянником Квинту Цецилию Метеллу Нумидийскому и двоюродным братом Квинту Цецилию Метеллу Пию. В несколько более дальнем родстве он состоял с другими многочисленными Метеллами, со Сципионами Назиками и Клавдиями Пульхрами.
Юный Лукулл перешёл по усыновлению в плебейское семейство Теренциев, входившее в состав сенаторского сословия с III века до н. э., и соответственно получил имя Марк Теренций Варрон Лукулл. Его приёмный отец носил имя Марк Теренций Варрон, и больше о нём ничего не известно. Поскольку Лицинии были более имениты и влиятельны, чем Теренции, Марк-младший часто именовал себя сокращённо — Марк Лукулл, не афишируя свой формальный переход в другую семью.
Родным братом Марка был Луций Лициний Лукулл, консул 74 года до н. э. Братья сохраняли прекрасные отношения в течение всей жизни.

## Биография

### Ранние годы и начало карьеры
Известно, что Варрон Лукулл был не намного младше своего брата Луция, так что его рождение датируют предположительно 116 годом до н. э. О том, какой преномен он получил при рождении, нет единого мнения: одни историки считают, что это было имя Марк, другие настаивают на варианте Публий.
Отец братьев Лукуллов в 101 году до н. э. был вынужден отправиться в изгнание по приговору суда. Уже через год Луций и Марк, едва достигнувшие совершеннолетия, привлекли к суду по делу о «должностном злоупотреблении» его обвинителя Гая Сервилия. По словам Плутарха, «римлянам такой поступок показался прекрасным, и суд этот был у всех на устах, в нём видели проявление высокой доблести»; во время процесса дело дошло до открытых столкновений с человеческими жертвами, но в конце концов Гай Сервилий был оправдан. В 99 году до н. э. братья Лукуллы были в числе представителей аристократии, умолявших народного трибуна Публия Фурия не препятствовать возвращению из изгнания Квинта Цецилия Метелла Нумидийского (Луцию и Марку он приходился родным дядей), и снова потерпели неудачу.
В доме Лукуллов в 90-е годы до н. э. обретался поэт Авл Лициний Архий. Незадолго до Союзнической войны Марк Теренций в его компании совершил путешествие в Сицилию и на обратном пути заехал в Гераклею, что в Лукании; предположительно там жил в изгнании его отец. В целом о жизни Марка Теренция в эти годы мало что известно. Его старший брат в качестве проквестора участвовал в Первой Митридатовой войне под командованием Луция Корнелия Суллы, и существует предположение, что Марк был рядом с ним. В частности, Варрон Лукулл мог руководить чеканкой монет из конфискованных в Греции сокровищ в то время, как Луций собирал флот для ведения войны на море. В этом случае он был легатом в сулланской армии и на время получил квесторские полномочия. Плутарх сообщает, что Марк Теренций был квестором «при Сулле», но не приводит какие-либо подробности; возможно, он имеет в виду именно этот эпизод.
Следующее упоминание о Варроне Лукулле относится ко времени гражданской войны 83—82 годов до н. э. Всё тот же Плутарх называет его в числе «полководцев Суллы», действовавших против марианцев в Цизальпийской Галлии. Роберт Броутон делает отсюда вывод, что Марк Теренций был легатом; существуют гипотезы, что он обладал полномочиями проквестора или пропретора. Марк одержал победу в битве у Фидентии, где его шестнадцати когортам противостояли пятьдесят вражеских; потери противника источники оценивают в десять или даже в восемнадцать тысяч человек убитыми.
Судя по надписи, найденной в городе Пренесте в Кампании, в первые послевоенные годы Варрон Лукулл был в составе комиссии, организовывавшей местную колонию ветеранов. В 79 году до н. э. он занимал должность курульного эдила, причём его коллегой был брат, специально для этого откладывавший выдвижение своей кандидатуры. Игры, организованные Лукуллами, Марк Туллий Цицерон позже признал великолепными. В 76 году Марк Теренций стал претором по делам иностранцев (praetor peregrinus), и в этом качестве ему пришлось вести процесс по иску греков против Гая Антония Гибриды. Обвинителем был начинавший тогда свою карьеру Гай Юлий Цезарь; приговор оказался оправдательным.

### Консулат и проконсулат

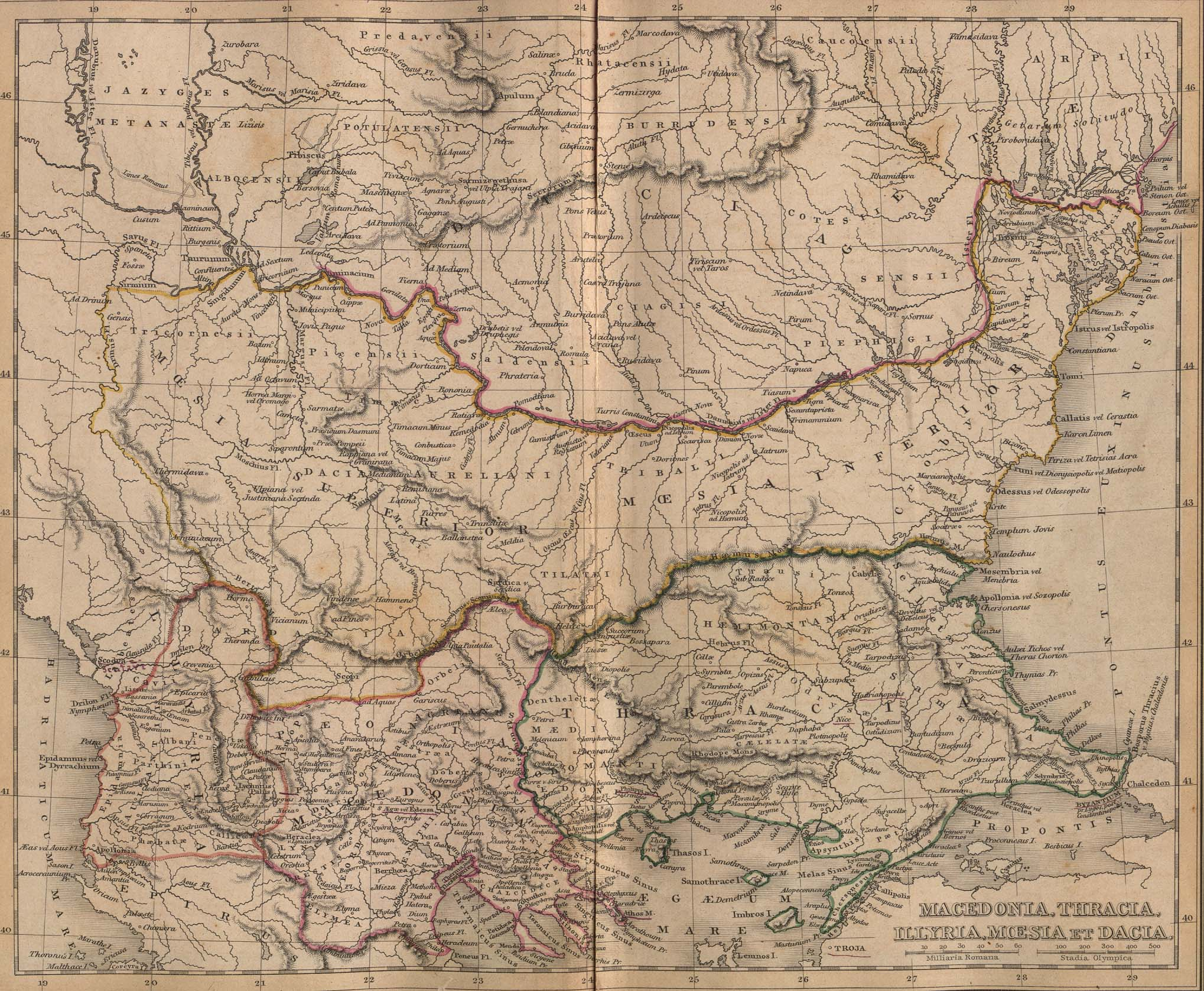
Историческая Фракия и соседние территории — Македония, Иллирия, Мёзия и Дакия — карта из атласа Alexander G. Findlay Classical Atlas to Illustrate Ancient Geography, New York, 1849

Во время консульства брата (в 74 году до н. э.) Марк Теренций был выбран консулом на следующий год. Его коллегой стал ещё один плебей, Гай Кассий Лонгин. Совместно магистраты приняли очередной закон о государственных закупках хлеба и его продаже малоимущим гражданам по заниженной цене (Lex Terentia et Cassia), а в конце года разделили провинции: Лонгину досталась Цизальпийская Галлия, Лукуллу — Македония. Марк Теренций отправился на Балканы сразу по истечении консулата и оставался там два года. В это время Рим вёл очередную войну с Митридатом, чьим союзником были жившие на северных границах Македонии фракийцы. Чтобы уничтожить влияние Понта на западном побережье Чёрного моря и избавить владения Рима от набегов, Варрон Лукулл начал завоевание Фракии и Мёзии. Сначала он вторгся в земли бессов, разбил это племя в большом сражении и взял его столицу Уксудам; потом перешёл горы и занял земли мёзов до Дуная. Наконец, в 71 году до н. э. проконсул вышел к черноморскому побережью и подчинил Риму местные греческие города — Аполлонию, Одесс, Каллатис, Истрополь, Томы, Месембрию, Дионисополь.
В Италию Варрон Лукулл вернулся в 71 году до н. э. Плутарх сообщает, что командовавший в Спартаковой войне Марк Лициний Красс, убедившись в серьёзности нависшей над Римом угрозы, в какой-то момент попросил сенат вызвать Марка Теренция из Фракии ему на подмогу. Датировка этой просьбы и общая достоверность данного эпизода являются предметом научной дискуссии. Согласно Аппиану, Марк Теренций высадился в Брундизии, когда Спартак двигался к этому городу, и его появление в Италии заставило повстанцев изменить свои планы. Вскоре Красс и Гней Помпей Великий одержали полную победу над восставшими. Варрон Лукулл отпраздновал триумф, и среди множества произведений искусства, захваченных в греческих городах, по улицам Рима провезли огромную статую Аполлона из Каламиса, позже установленную на Капитолии.

### Поздние годы
После триумфа Марк Теренций занимал видное место в римском сенате. В 67 году до н. э. он в составе комиссии десяти направился на Восток, чтобы совместно с Луцием Лукуллом организовать новую провинцию на месте Понтийского царства, но ситуация на театре военных действий неожиданно изменилась, так что выполнение этой миссии пришлось отложить. В 66 или 65 году Гай Меммий привлёк Марка Теренция к суду за его деятельность во времена гражданской войны («за то, что ему приходилось делать по приказанию Суллы, исполняя должность квестора»); этот процесс закончился оправданием подсудимого. В 65 году Варрон Лукулл был свидетелем обвинения в процессе Гая Корнелия, обвинённого в оскорблении величества, а в 62 году — главным свидетелем защиты в процессе Авла Лициния Архия, обвинённого в незаконном получении римского гражданства. В 63 году Марк Теренций поддержал Марка Туллия Цицерона в его борьбе против заговора Катилины.
Политический союз связывал Варрона Лукулла с Цицероном и в последующие годы. В 58 году до н. э. Марк Теренций просил Гнея Помпея Великого и консулов — Луция Кальпурния Пизона Цезонина и Авла Габиния — помочь Цицерону, которому угрожали суд и изгнание. Позже в коллегии понтификов он решительно поддержал право Марка Туллия восстановить свой дом на Палатине, убрав с этого места статую Свободы. На тот момент, в отсутствие верховного понтифика Гая Юлия Цезаря, Марк Теренций был старейшим и авторитетнейшим из представителей этой жреческой коллегии.
Луций Лициний Лукулл в 50-е годы до н. э. заболел душевной болезнью, и Марк Теренций взял на себя опеку над братом. После смерти Луция в 56 году, когда народ требовал похоронить его на Марсовом поле, рядом с Суллой, Марк настоял на погребении в родовом поместье под Тускулом. Он сам ненадолго пережил брата, умерев в возрасте примерно 60 лет.

## Семья
Марк Теренций был женат, но имя его супруги неизвестно. В 60 году до н. э. выяснилось, что эта матрона изменяет мужу с Гаем Меммием; Варрон Лукулл, узнав об этом, инициировал развод. Цицерон в одном из своих писем так прокомментировал эти события: «Тот пастух с Иды оскорбил одного только Менелая, а этот наш Парис не пощадил ни Менелая, ни Агамемнона».

## Оценки
Плутарх пишет, что своей славой Марк Теренций «не намного отставал» от брата. Цицерон в речи, произнесённой при жизни Варрона Лукулла, называет его «светилом и украшением государства», а в трактате «Брут, или О знаменитых ораторах», написанном спустя примерно десять лет после смерти Марка, причисляет его к «достойным защитникам республики».